# Ted McKenna
Ted McKenna (Lennoxtown, 10 marzo 1950 – Londra, 19 gennaio 2019) è stato un batterista e compositore britannico.

## Biografia
Ottiene il successo agli inizi degli anni ottanta, quando entra nel Michael Schenker Group in sostituzione dell'uscente Cozy Powell. Nella sua lunga attività di compositore e turnista, ha collaborato anche con musicisti come Greg Lake, Rory Gallagher, Dan McCafferty e Gwyn Ashton. Nel 1982 ha fondato il supergruppo australiano The Party Boys. Il suo ultimo lavoro è l'album Resurrection, del Michael Schenker Group, gruppo nel quale ritornò nel 2016, e vi rimase fino alla sua scomparsa, avvenuta nel 2019.

## Discografia (parziale)

### Michael Schenker Group
- Assault Attack, 1982
- Built To Destroy, 1983

### Con i Sensational Harvey Band
- The Penthouse Tapes (1976)
- SAHB Stories, (1976)
- Rock Drill, (1978)